# Porány
Porány (szerbül Потпорањ / Potporanj) település Szerbiában, a Vajdaságban, a Dél-bánsági körzetben, Versec községben.

## Fekvése
Versectől délre, a Duna–Tisza–Duna-csatorna mellett, Izbistye és Vajdalak közt fekvő település.

## Története
Porány török hódoltság előtti sorsáról nem maradt fenn írásos adat, a hódoltság után azonban már mint lakott helyet említették, az 1717. évi kamarai jegyzékben neve már Podporan néven szerepelt a verseczi kerületben.
Az 1723-1725-ös gróf Mercy-féle térképen és az 1761. évi térképen is mint óhitűektől lakott helység van feltüntetve.
1829-ben a gróf Bethleni Bethlen család nyerte kárpótlásul borgiai birtokokért, akik 1874-ig voltak itt birtokosok, majd 1883-ig gróf Mikes Miklós és neje Bornemissza Janka birtoka volt. 1883-tól 1896-ig Kormos Béla és neje Ágoston Róza volt itt birtokos.
1910-ben 567 lakosából 16 magyar, 518 szerb volt. Ebből 37 római katolikus, 527 görögkeleti ortodox volt.
A trianoni békeszerződés előtt Temes vármegye Verseczi járásához tartozott.

## Népesség

### Demográfiai változások
| 1948 | 1953 | 1961 | 1971 | 1981 | 1991 | 2002 | 2011 |
| ---- | ---- | ---- | ---- | ---- | ---- | ---- | ---- |
| 590  | 598  | 637  | 507  | 453  | 390  | 311  | 272  |

## Nevezetességek
- Görögkeleti temploma - 1885-ben épült

## Források

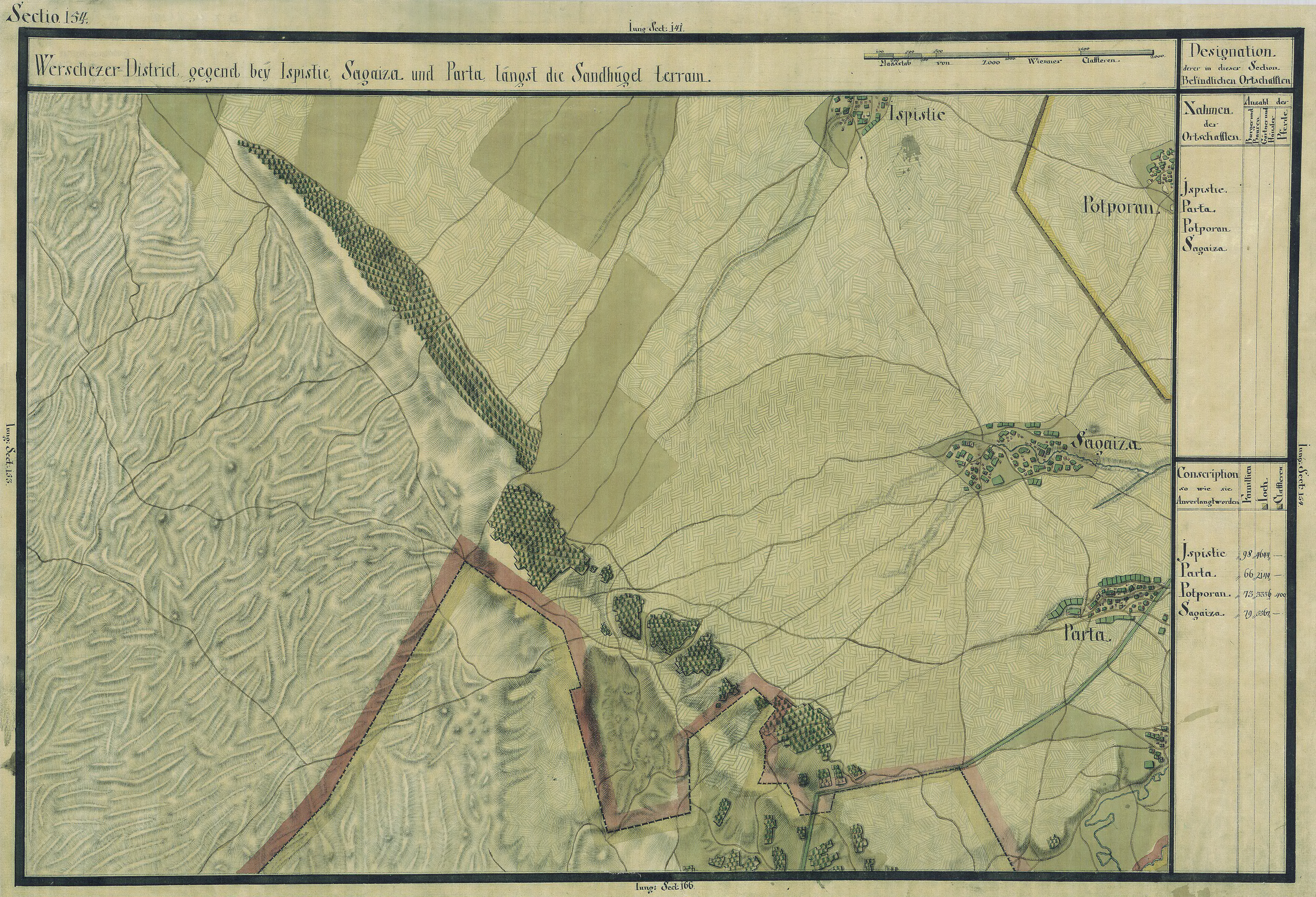
Porány egy régi térképen